# Wyrób włókienniczy
Wyrób włókienniczy – produkt przemysłu włókienniczego, wytwarzany bezpośrednio z włókna lub dwuetapowo. W pierwszym etapie z włókna (przez skręcenie tasiemki włókien – przędzenie) tworzona jest przędza, która jest półproduktem do tworzenia, w kolejnych etapach, innych wyrobów włókienniczych.

## Rodzaje wyrobów włókienniczych
Wyroby włókiennicze dzieli się ze względu na kształt w jakim występują.
1. Wyroby o kształcie walcowatym. Należą do nich:
  - przędza – półprodukt do produkcji nici, sznurów, lin, tkanin, dzianin, plecionek i innych wyrobów
  - nici – nici krawieckie, szewskie, kaletnicze, rymarskie
  - liny i sznury
  - niektóre plecionki.
2. Wyroby płaskie – wielkoformatowe wyroby o szerokości znacznie większej od grubości. Wyroby włókiennicze płaskie, ogólnie dzielą się na:
  1. Wyroby tworzone jednoetapowo
    - filce bite – wyroby tworzone bezpośrednio z włókna. Wykorzystuje się tu naturalne zdolności włókien zwierzęcych do tworzenia między sobą połączeń
    - włókniny – wyroby tworzone podobnie jak filce bite, bezpośrednio z włókna. Stosuje się je w krawiectwie jako materiały usztywniające (flizelina), jako otuliny ocieplające w ogrodnictwie lub w postaci mat z włókna szklanego do produkcji laminatów. Filc bity jest specyficzną włókniną
    - watoliny – włóknina igłowana. Stosowany jako materiał ocieplający w wyrobach odzieżowych oraz jako materiał dźwiękochłonny.

  2. Wyroby tworzone dwuetapowo
    - tkaniny – powstają z dwóch układów nitek, co odróżnia je zasadniczo od pozostałych wyrobów włókienniczych. Wyrób najbardziej rozpowszechniony, mniej elastyczny niż dzianina i nierozciągliwy
    - dzianiny – powstają z szeregu połączonych oczek, tworzonych z jednego układu nitek. Cechą charakterystyczną dzianiny jest duża elastyczność i rozciągliwość we wszystkich kierunkach oraz łatwość prucia. Prując dzianinę możemy odzyskać surowiec – przędzę. Właściwość ta jest wadą – tzw. lecenie oczek. Stosowane w produkcji firanek, wyrobów bieliźniarskich i odzieżowych. Typowym przykładem wyrobów dziewiarskich są wszelkiego rodzaju koszulki, skarpetki, rajstopy, rękawiczki, swetry, czapki itp.
    - filce tkane – odmiana filcu tworzona na bazie tkaniny. Luźną tkaninę wełnianą poddaje się procesowi spilśniania, przez co zmienia się struktura wyrobu. Struktura tkaniny, pokryta warstwą spilśnionych włókien, przestaje być widoczna. W podobny sposób tworzone są również sukna
    - watoliny dziane – powstają przez obustronne drapanie dzianiny wykonanej z puszystej przędzy. Stosowane jako izolacja termiczna w produkcji odzieży oraz jako wykładziny dźwiękochłonne
    - plecionki – powstają z jednego układu nitek. Stosowane w produkcji wszelkiego rodzaju pasmanterii, linek, sznurowadeł, koronek itp. Najprostsza plecionka to warkocz z trzech nitek. Plecionki występują zarówno jako płaskie (koronki klockowe, wstawki), jak i walcowate (sznurowadła, linki)
    - koronki – wyrób, często o dużych walorach artystycznych, będący ażurową plecionką z przędz lub nici, z włókien naturalnych lub sztucznych (najczęściej bawełnianych lub lnianych, czasem metalowych).